# Quiriguá
Quiriguá là một địa điểm khảo cổ Maya cổ đại tại tỉnh Izabal ở phía đông nam Guatemala. Đây là một địa điểm có diện tích khoảng 3 km2 dọc theo hạ lưu sông Motagua, với trung tâm nghi lễ có khoảng cách khoảng 1 km (0,6 dặm) so với bờ bắc sông. Trong thời Maya cổ điển (200-900 AD), Quiriguá nằm ở điểm gặp nhau của nhiều tuyến đường thương mại quan trọng. Địa điểm này đã bị chiếm đóng trước năm 200, xây dựng trên acropolis đã bắt đầu khoảng năm 550. Tất cả hoạt động xây dựng đã bị dừng lại vào khoảng năm 850, ngoại trừ một giai đoạn ngắn của chiếm giữ lại trong thời kỳ Postclassic sớm (khoảng 900 - c. 1200). Quiriguá có phong cách kiến trúc và điêu khắc giống với thành phố gần đó Copán, một khu vực có quan hệ lịch sử mật thiết với địa điểm khảo cổ này.